# Ljuben Dilov
Ljuben Dilov, celým jménem Ljuben Dilov Ivanov (Любен Дилов, 25. prosince 1927 Červen Brjag – 10. června 2008 Sofie) byl bulharský spisovatel, zaměřený převážně na science fiction.

## Život
Vystudoval bulharský jazyk a literaturu na Univerzitě v Sofii. Publikovat začal v roce 1951 jako student a celkem vydal 35 knih. Byl také překladatelem a editorem antologií vědeckofantastické literatury. Podle jeho předlohy natočila režisérka Ivanka Grybčeva v roce 1990 film Karneval bude zítra. Za román Let Ikaru byl oceněn na Euroconu v Poznani. Spisovatelem je i jeho syn Ljuben Dilov mladší.

## Knihy
- Bremeno skafandra
- Ještě jednou o delfínech
- Karneval bude zítra
- Krutý experiment
- Rákosí
- Let Ikaru
- Nedokončený román jednej študentky
- Promarněná šance[2]